# Knortekæbe
 Knortekæbe  er cirkusbjørnen Bongos ærkefjende i tegnefilmen Fun and Fancy Free og i alle de efterfølgende tegneserier om Bongo. Han er i modsætning til Bongo en stor, kraftig bjørn, der med sine vældige kræfter kan rykke træer op med rode og løfte kæmpesten, og han er frygtet af alle skovens dyr. Han hader Bongo af hele sit hjerte og vil have ham drevet ud af skoven, men Bongos behændighed kan han ikke hamle op med.
Han er en tilbagevendende skurk i skovuniverset også når serierne herfra har andre hovedpersoner end Bongo. Han har været i kamp med Chip og Chap og Store Stygge Ulv.